# Majorero

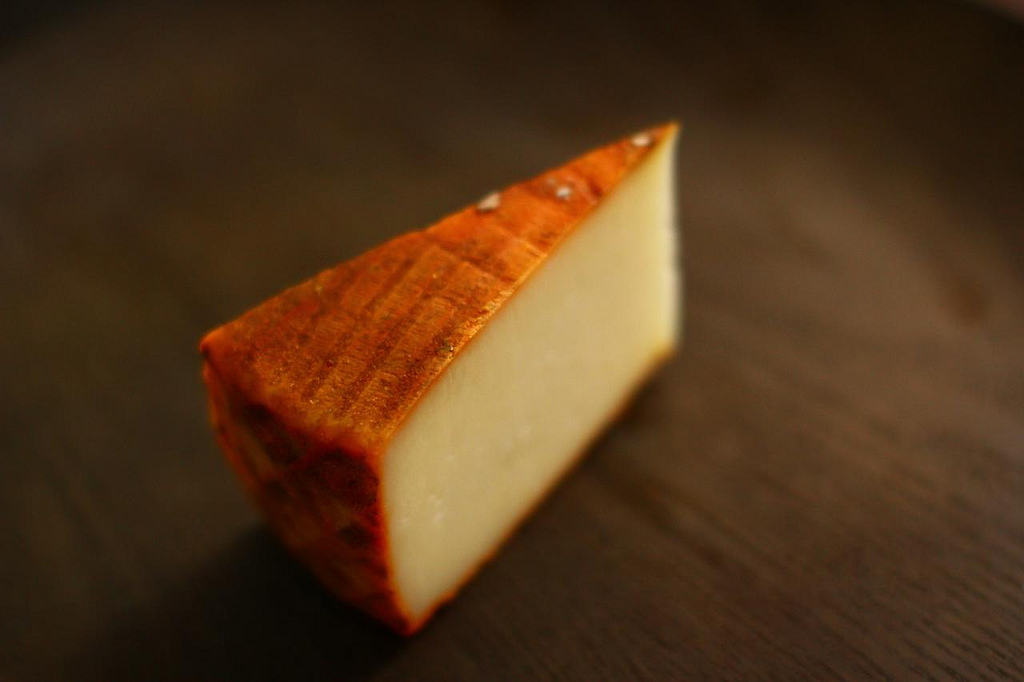
Queso Majorero

Majorero ist ein kanarischer Schnittkäse und hat mit Queso Majorero eine geschützte Ursprungsbezeichnung.

## Herkunft
Das Herkunftsgebiet umfasst das  Gebiet der Gemeinden Antigua, Betancuria, La Oliva, P`jara, Puerto del Rosario und Tuineje der Insel Fuerteventura in der Provinz Las Palmas im Archipel der Kanarischen Inseln.

## Historisches
Der Name des Käses stammt von der mittelalterlichen Bezeichnung Mahorata, Majorata oder Maxorata ab, die der Insel Fuerteventura bzw. ihren Einwohnern gegeben wurde. Sie leitete sich von dem Schuhwerk der dortigen Schäfer ab, einer Sandale aus ungegerbtem Ziegenleder mit nach außen getragener Fellseite. Der Begriff ging auch auf andere Agrarprodukte wie die Majorera-Linsen oder das Majorera-Mehl über.

## Merkmale
Die 6 bis 9 cm hohen, zylindrischen Laibe des Majorero variieren im Durchmesser zwischen 15 und 35 cm sowie im Gewicht zwischen 1 und 6 kg. Die natürliche Rinde ist mit Öl, Gofio, geröstetem Maismehl oder Paprikapulver behandelt und daher mehlig weiß oder rot. Die Rinde trägt am gereifte Käse auf der Ober- und Unterseite ein typisches Rillenmuster mit weißer oder gelbbrauner Farbe in den Vertiefungen, welches auf das Formen mit Palmenblättern zurückgeht.
Der weiße, mit zunehmender Reife leicht elfenbeinfarbene Teig ist kompakt, von cremiger Konsistenz und mit säuerlichem, etwas pikantem Geschmack. Nach einer Reifezeit von 8 bis 20 Tagen ist der Käse weich, nach 20 bis 60 Tagen halbhart und nach mehr als 60 Tagen hart.

## Herstellung
Der Majorero wird aus der pasteurisierten Milch der Majorera-Ziegen gewonnen. Sofern der Käse zur Reifung vorgesehen ist können der Milch bis zu 15 % Milch anderer Schafsrassen der Kanarischen Insel zugegeben werden. Diese genügsamen Tiere sind hervorragend an die Gegebenheiten der Insel angepasst und geben eine besonders fetthaltige Milch. 
Die Milch wird durch Zugabe von Lab, welches aus getrockneten Zickleinmägen gewonnen wird, bei einer Temperatur zwischen 28 und 32 °C ca. eine Stunde lang dickgelegt. Der Bruch wird anschließend mehrfach auf einen Durchmesser von 5 bis 15 mm geschnitten und gepresst. Der so gewonnene Teig wird in traditionelle Geflechte aus Palmblättern gefüllt. Heute werde diese Geflechte mit Plastik- oder Inoxformen nachgeahmt. Das Salzen erfolgt mit trockenem Meersalz oder über höchstens 24 Stunden in Lake.

## Sorten
Majorero tierno
Dieser Käse ist nicht gereift. Es handelt sich um einen Frischkäse, der als einziger Majorero aus reiner  Ziegenmilch hergestellt und ohne Reifephase gegessen wird.
Majorero semicurado
Der halbgereifte Käse ist 3 Monate alt und weist ein intensives Aroma auf.
Majorero curado
Hierbei handelt es sich um den 4 Monate gereiften Käse. Röstaromen lassen sich erschmecken.

## Aroma
Der Majorero schmeckt leicht pikant und ein wenig säuerlich. Je reifer der Käse ist, umso ausgewogener und intensiver sein Ziegenmilchgeschmack. Älterer Käse hat einen Hauch von Schärfe. Sein Fettgehalt beträgt 55 % Fett i. Tr.

## Verwendung

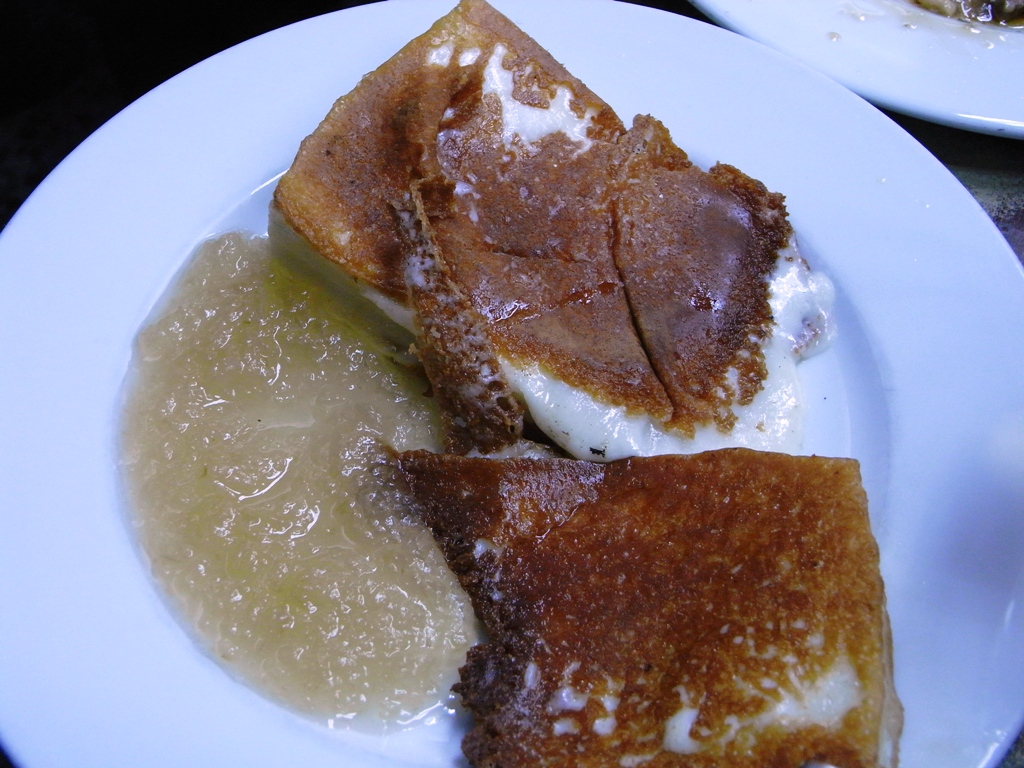
Gegrillter Majorero

Majorero wird roh im Salat oder aufs Brot gegessen. Je älter er ist, umso besser eignet er sich auch zum Verfeinern von Aufläufen, Fleischgerichten, Suppen und Saucen.